# Peritylinae
Peritylinae Rydb., 1914 è una sottotribù di piante spermatofite dicotiledoni appartenenti alla famiglia Asteraceae (sottofamiglia Asteroideae, tribù Perityleae).

## Etimologia
Il nome di questa sottotribù deriva da due parole greche: "peri" (= intorno) e "tyle" (= un callo) e si riferisce ai margini callosi dei frutti acheni.

Il nome scientifico è stato definito per la prima volta dal botanico svedese, emigrato in America, Per Axel Rydberg  (1860-1931) nella pubblicazione "North American Flora. New York Botanical Garden - 34(1): 11. 1914" del 1914.

## Descrizione
Le specie di questa sottotribù hanno un habitus erbaceo (annuale o perenne) arbustivo-rupestre con altezze variabili tra 2 a 75 cm.
Le foglie sono tutte cauline, picciolate o sessili. La disposizione delle foglie lungo il caule è alternata oppure opposta. Il contorno della lamina varia da lanceolata a ovale o deltata (altrimenti può essere cordata, lineare, reniforme, orbicolare o romboide), con forme del tipo da tre lobi a pennatosette; i margini finali sono dentati o doppiamente seghettati (Perityle); la consistenza in genere è carnosa, mentre la superficie può essere glabra o pubescente o densamente ghiandolosa (ghiandole punteggiate).
Le infiorescenze sono formate da capolini discoidi o radiati, solitari o in formazioni cimose, sia aperte che congestionate, corimbose o panicolate.  I capolini sono formati da un involucro a forma da cilindrica a campanulata o emisferica, composto da diverse squame (o brattee) al cui interno un ricettacolo fa da base ai fiori di due tipi: quelli esterni ligulati del raggio e quelli più interni tubulosi del disco. Le squame sono persistenti da 8 a 21 disposte su 1 - 3 serie; possono essere distinte o connate alla base; la forma è ovata, o obovata o lineare (spesso sono conduplicate); sono subuguali a consistenza erbacea e margini scariosi. Il ricettacolo è privo di pagliette ed ha una forma da piana a convessa.
Formula fiorale: per queste piante viene indicata la seguente formula fiorale:
* K 0/5, C (5), A (5), G (2), infero, achenio
I fiori sono tetraciclici (a cinque verticilli: calice – corolla – androceo – gineceo) e in genere pentameri (ogni verticillo ha 5 elementi). I fiori del raggio, da 0 a 8 - 12, sono femminili e fertili con corolle colorate di giallo o bianco. I fiori del disco (tubulosi), da 5 a 100, sono ermafroditi; le corolle sono colorate di giallo o bianco; il tubo è meno lungo (o uguale) della gola (o imbuto) che può essere da cilindrica a campanulata; la parte apicale è tetramera, a 4 lobi deltati e uguali. Il calice è ridotto ad una coroncina di squame.
L'androceo è formato da 5 stami con filamenti liberi e antere saldate in un manicotto circondante lo stilo. Il colore delle teche delle antere è pallido. Le cellule dell'endotecio hanno 1 - 3 ispessimenti sulle pareti trasversali. Le appendici delle antere sono prive di ghiandole. Diametro del polline: 23 - 27 micrometri.
Il gineceo ha un ovario uniloculare infero formato da due carpelli.. Lo stilo è unico e con due stigmi nella parte apicale dotati di appendici acute. Le papille degli stigmi sono disposte su due file.
I frutti sono degli acheni con pappo dalla forma cilindrica, compressa o raramente obcompressa o anche cuneiforme con 3 - 4 angoli longitudinali. Le pareti dell'achenio sono carbonizzate. Il pappo (persistente o caduco) è formato da 8 - 12 scaglie fimbriate a forma subulata o laciniata, o da 8 - 35 setole, oppure da 1 o 2 squamelle (è assente in Amauria e alcune specie di Perityle).

## Biologia
- Impollinazione: l'impollinazione avviene tramite insetti (impollinazione entomogama).
- Riproduzione: la fecondazione avviene fondamentalmente tramite l'impollinazione dei fiori (vedi sopra).
- Dispersione: i semi cadendo a terra sono successivamente dispersi soprattutto da insetti tipo formiche (disseminazione mirmecoria).

## Distribuzione e habitat
La distribuzione di questa sottotribù è relativa agli USA, Messico e America Centrale e Meridionale. Nella tabella sottostante è indicata la distribuzione specifica per ogni genere.

## Tassonomia
La famiglia di appartenenza della sottotribù (Asteraceae o Compositae, nomen conservandum) è la più numerosa del mondo vegetale e comprende oltre 23000 specie distribuite su 1535 generi (22750 specie e 1530 generi secondo altre fonti). La sottofamiglia (Asteroideae) è una delle 12 sottofamiglie nella quale è stata suddivisa la famiglia Asteraceae, mentre Perityleae è una delle 21 tribù della sottofamiglia. La tribù Perityleae a sua volta è suddivisa in 3 sottotribù (Peritylinae è una di queste).

### Filogenesi

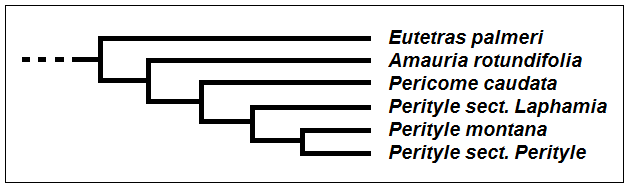
Cladogramma della sottotribù

Da un punto di vista filogenetico il genere Perityle (il più numeroso del gruppo) è il "core" della sottotribù; mentre i tre rimanenti generi sono “gruppo fratello” rispettivamente il genere Eutetras di Amauria, questo di Pericome, e quest'ultimo di Perityle (vedi il cladogramma a lato tratto dalla pubblicazione citata e semplificato).
In precedenza questa sottotribù era descritta all'interno della tribù Heliantheae sempre con la stessa struttura di generi (Robinson, 1981). I caratteri distintivi di questa tribù sono:
- gli acheni appiattiti radialmente con margini poco visibili;
- il pappo formato da poche squamelle laciniate;
- le brattee dell'involucro, uguali o subuguali su due serie, che racchiudono in parte gli acheni periferici;
- gli stigmi a forma subulata-filiforme con un leggero appiattimento;
- le corolle dei fiori del disco con 4 lobi.

Il numero cromosomico delle specie di questa sottotribù varia da 2n = 34 a 2n = 38.

### Composizione della sottotribù
La sottotribù Peritylinae comprende 4 generi e 72 specie.

| Genere                 | N. specie | Distribuzione                                                           |
| ---------------------- | --------- | ----------------------------------------------------------------------- |
| Amauria Benth., 1844   | 3 spp.    | Bassa California e Messico                                              |
| Eutetras A. Gray, 1879 | 2 spp.    | Messico (centrale)                                                      |
| Pericome A. Gray, 1853 | 2 spp.    | USA (zone del sud-ovest) e Messico (settentrionale)                     |
| Perityle Benth., 1844  | 65 spp.   | USA, Messico, America Centrale e America Meridionale (parte "pacifica") |

### Chiave per i generi
Per meglio comprendere ed individuare i vari generi della sottotribù l'elenco seguente utilizza il sistema delle chiavi analitiche:

- Gruppo 1A: il frutto achenio è provvisto di 4 angoli;

- Gruppo 2A: il pappo è assente o ridotto ad una piccola coroncina;

genere Amauria.
- Gruppo 2B:  il pappo è formato da 4 squamelle alternate da 4 setole;

genere Eutetras.
- Gruppo 1B: il frutto achenio è strettamente biconvesso;

- Gruppo 3A: le foglie hanno una forma astata o triangolare; il pappo è formato da scaglie fimbriate;

genere Pericome.
- Gruppo 3B: la forma delle foglie è varia ma mai triangolare o astata; il pappo è formato da 1 o 2 o più setole, ma mai da scaglie fimbriate;

genere Perityle.

### Sinonimi
L'entità di questa voce ha avuto nel tempo diverse nomenclature. L'elenco seguente indica alcuni tra i sinonimi più frequenti:
- Amauriinae Rydb., 1914

## Alcune specie

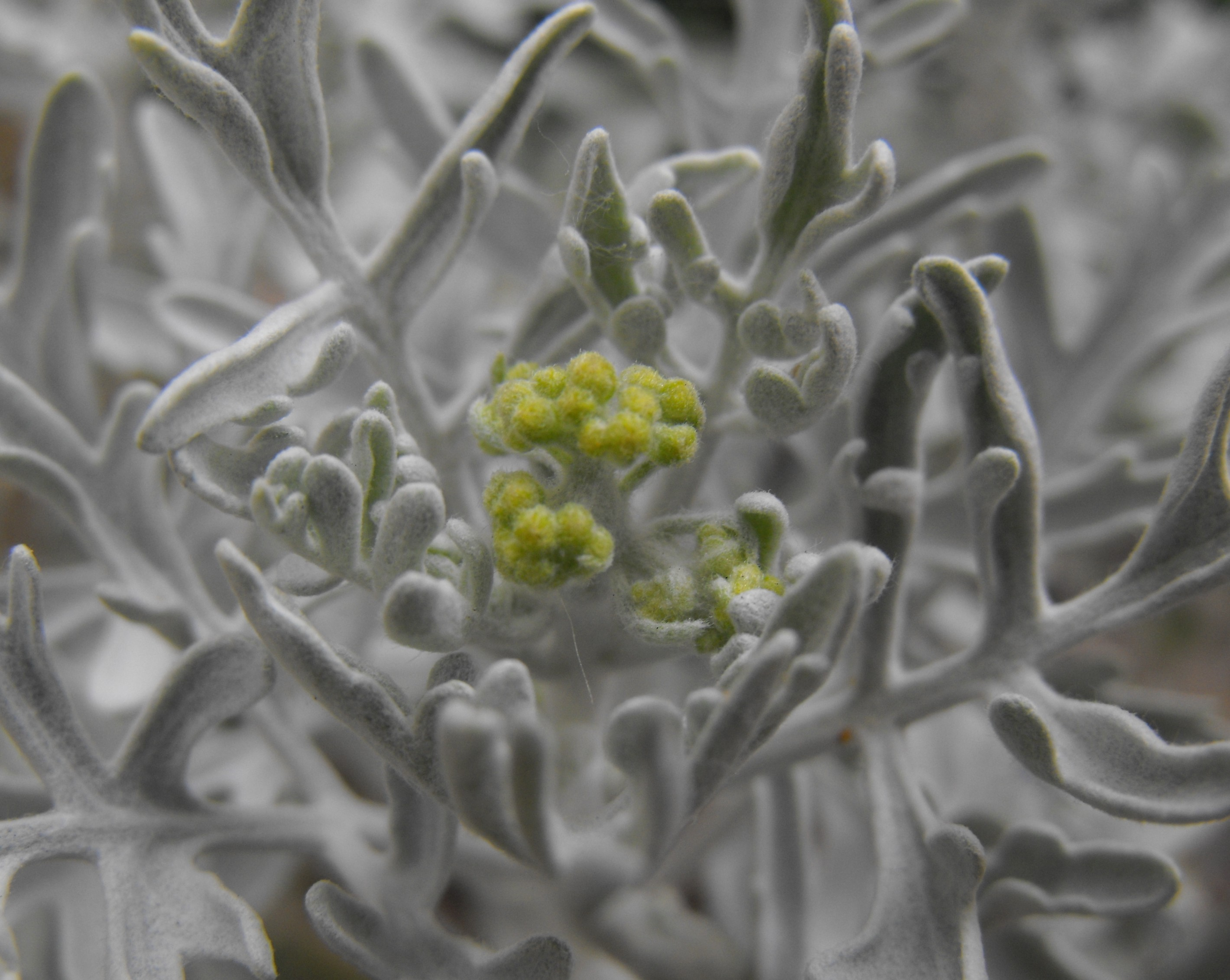
Perityle incana
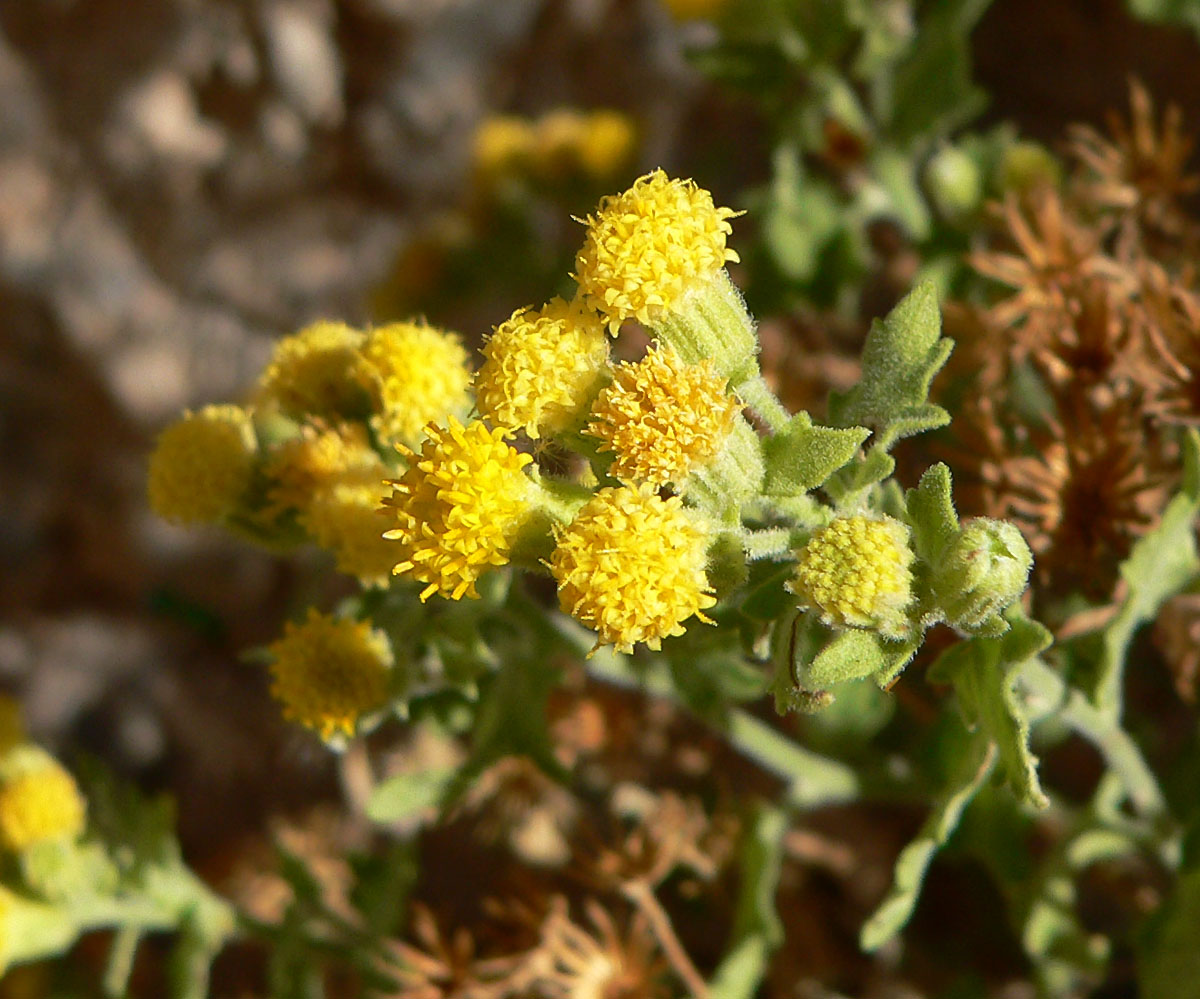
Perityle tenella